# اورلا یورنسن
اورلا یورنسن (دانمارکی: Orla Jørgensen; ۲۵ مهٔ ۱۹۰۴ – ۲۹ ژوئن ۱۹۴۷) دوچرخه‌سوار اهل دانمارک بود.
وی در مسابقات کشوری و بین‌المللی در مجموع برندهٔ ۱ مدال طلا شده‌است.